# 1994年サハラ航空ボーイング737墜落事故
1994年サハラ航空ボーイング737墜落事故は、1994年3月8日に発生した航空事故である。インディラ・ガンディー国際空港で訓練飛行を行っていたサハラ航空機（ボーイング737-2R4C）が、タッチアンドゴー訓練中に墜落し、飛散した残骸によりアエロフロートのイリューシン Il-86でも火災が発生した。乗員4人とアエロフロート機の4人、地上職員1人の計9人が死亡した。

## 飛行の詳細

### VT-SIA
サハラ航空の所有するボーイング737-2R4C（VT-SIA）は、1979年に初飛行を行っていた。民営イエメン航空に7O-CAIとして納入され、同年12月にビジー・ビーへ売却された。複数の航空会社へリースされ、アロハ航空に売却された後に、サハラ航空が購入した。
機長は43歳のインド人男性で、この飛行ではインストラクターを務めていた。総飛行時間は7,263時間で、ボーイング737では2,821時間の飛行経験があった。機長は1992年に以前勤めていたインディアン航空でボーイング737のインストラクター資格を取得していたが、実際にインストラクターとして乗務するのは今回が初めてだった。
訓練生Aは25歳のインド人男性であった。総飛行時間は330時間で、ボーイング737では140時間の飛行経験があった。
訓練生Bは23歳のインド人女性であった。総飛行時間は280時間で、ボーイング737では50時間の飛行経験があった。
訓練生Cは27歳のインド人男性であった。総飛行時間は330時間で、ボーイング737では150時間の飛行経験があった。

### RA-86119
アエロフロートの所有するイリューシン Il-86（RA-86119）は、1991年に初飛行を行っていた。1991年10月にアエロフロートへCCCP-86119として納入され、1993年にRA-86119として再登録された。

## 事故の経緯

### 不具合によるダイバート
アエロフロートの保有するIl-86（RA-86119）は、3月7日のMSK20時40分にインディラ・ガンディー国際空港へ着陸した。この機体は、アエロフロート558便としてシンガポールからデリーを経由してモスクワへ向かっていたが、第3エンジンに不具合が生じたため、インディラ・ガンディー国際空港で運航を一時的に取りやめており、乗客は空港付近のホテルに滞在していた。
翌3月8日、Il-86はインディラ・ガンディー国際空港からウズベキスタンのタシケントを経由してモスクワへ飛行することが決定した。出発は18時30分を予定しており、事故当時は機内にはアエロフロートの社員2人とロシア人エンジニア1人、インドの空港職員の計4人がいた。また不具合は修理され、機体には52tの燃料が補給されていた。

### 事故の経緯
サハラ航空のボーイング737-2R4C（VT-SIA）は、インストラクター1人と訓練生3人を乗せて訓練飛行を行っており、5回のタッチアンドゴーを済ませていた。今回の訓練はサハラ航空が独自に行う初めてのボーイング737の飛行訓練であった。現地時間14時12分に左エンジンの故障を想定した訓練をのため滑走路28から6回目の離陸が行われた。コックピットボイスレコーダー（CVR）の記録から、事故当時に操縦していたのは訓練生Cだと推測されている。タッチダウン後にパイロットは故障を想定し、エンジンの出力を下げた。機体は400 - 500フィート (120 - 150 m)まで上昇したが急激に左へ傾き始め、バンク角は100度近くに達した。その後バンク角は60度まで戻ったが再び傾斜し始め、左に80度傾いた状態で空港のコンクリート壁に激突し炎上した。残骸は、衝突したコンクリート壁の近くにある、国際線ターミナルのエプロンに駐機されていたアエロフロートのイリューシン Il-86にまで飛散し、これによりIl-86で火災が発生した。
サハラ航空機の4人に加えて、アエロフロート機で発生した火災によりアエロフロートの社員2人と空港職員1人、更にエンジニアが搬送先の病院で死亡した。また、地上にいた職員1人も亡くなり、合計9人が死亡した。その他、アエロフロート機の付近で作業していた4人の地上職員が負傷し、病院へ搬送された。

## 事故調査

### 事故原因

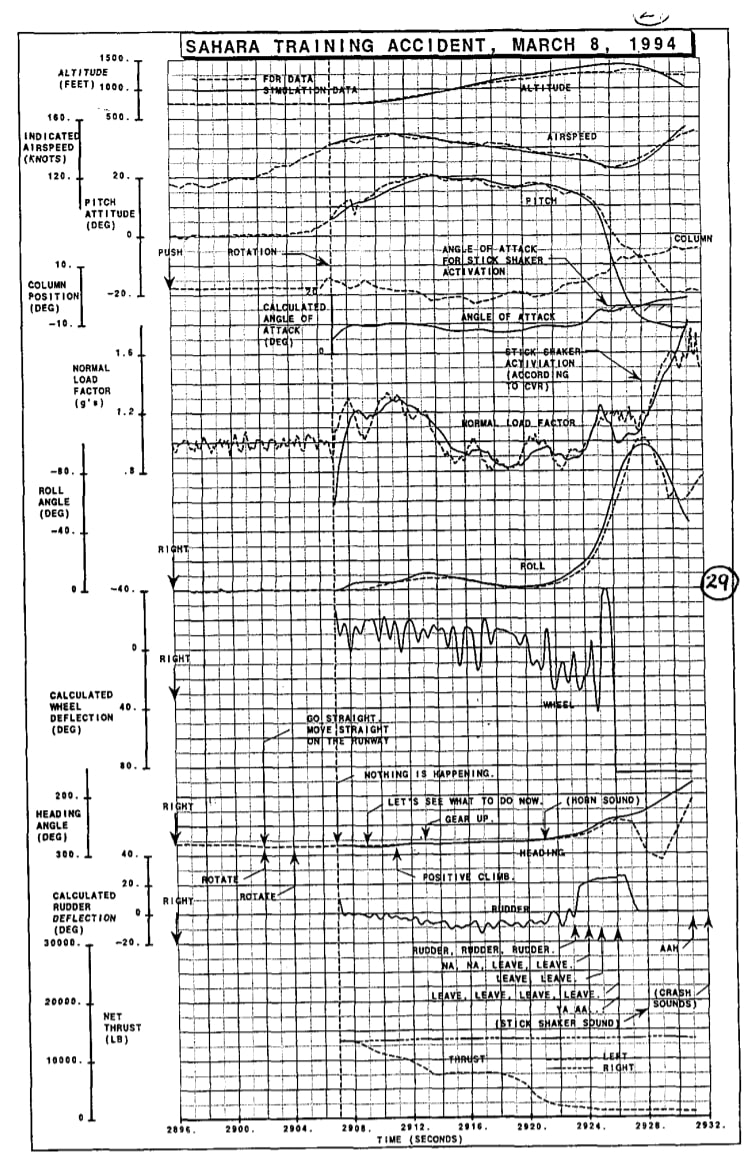
FDRのデータ

インドの航空事故調査委員会が調査を行った。事故機にはフライトデータレコーダー（FDR）が装備されており、ロール角、ピッチ角、方位、垂直速度、操縦桿の位置、エンジン圧力比、対気速度、高度の情報が記録されていた。記録からラダーが左へ操作されていたことが判明した。非対称な推力と左へ方向舵を操作したことによって機体が横滑りを起こし、回復不能の状態に陥った。操縦桿は右へ操作されていたが、左への傾斜を打ち消すには不十分だった。インストラクターは機体が傾くにつれて「ラダー、ラダー、ラダー（rudder, rudder, rudder.）」「離せ、離せ、離せ（leave, leave, leave,）」と発した。この呼びかけの直後に方向舵の操作が止まり左への傾斜も収まったが、機体を建て直すには手遅れだった。
報告書では、パイロットエラーが指摘された。インストラクターがラダーの使用について明確な指示を出さず、その結果訓練生の1人が誤って反対の方向にラダーを踏み続け、機体が急激に左へ傾いたと結論付けられた。

### 異説
この事故では、事故原因はボーイング737で発生していたラダーの故障だと言う意見もある。
この事故のおよそ3年前に発生したユナイテッド航空585便墜落事故では、ラダーが意図せず片側一杯まで振り切れ、機体は制御不能となり墜落した。この事故の原因はサハラ航空機の事故発生時には明らかになっておらず、この事故もラダーの故障が原因ではないかという推測がなされた。
アメリカの専門家が、墜落したサハラ航空機のラダー・パワー・コントロール・ユニット（PCU）を調べたところ、事故機のPCUは正規品ではなく、無許可で製造されたものだった。これらには、偽造されたシリアルナンバーも記載されていた。
PCUの検査では、特定の条件下においてラダーの逆転現象が起こることが判明した。パイロットが素早くラダーを操作したとき、意図した方向とは逆にラダーが動く可能性があるということが明らかになったが、サハラ航空機でそれが起きたとは証明できなかった。